# Miguel López Tortosa
Miguel López Tortosa   (Villacarrillo, 20 de desembre de 1946) és un professor i polític català d'origen andalús establert a Tarragona.

## Trajectòria
Estudià física a la Universitat de Barcelona i s'establí a Tarragona. on ha estat professor numerari de l'Institut d'Ensenyances Integrades. Després ha estat professor contractat de la Facultat de Medicina de la Universitat de Barcelona.
A les eleccions al Parlament de Catalunya de 1980 fou elegit diputat del PSUC per la circumscripció de Tarragona. Dins del Parlament de Catalunya fou membre de la comissió d'Indústria, Energia, Comerç i Turisme i membre de la Comissió de Política Territorial.